# Got Live If You Want It! (EP)
Got Live If You Want It! (escrito got LIVE if you want it! en la portada) es el tercer y último EP de la banda de rock británico The Rolling Stones, el cual fue lanzado en 1965. Es el primer lanzamiento en directo de la banda, este fue grabado durante las fechas en Liverpool y Mánchester mientras se llevaba a cabo el tour británico en marzo de ese año.

## Grabación y lanzamiento
Conocido por su cruda calidad de sonido, got LIVE if you want it! es un registro histórico y con un gran atractivo musical. El ingeniero de sonido Glyn Johns dijo que para realizar la grabación colocó micrófonos en el balcón del lugar donde se realizaron los conciertos; sin embargo, esto se pone en cuestión ya que "I'm Alright" aparece en el disco en directo que fue registrado un año después, Got Live If You Want It!, se trata de la misma pista de fondo que la versión del EP Got Live If You Want It pero con voces diferentes. Esto hubiera sido imposible si las grabaciones se realizó de la forma en que el la describe. El título es un pequeño juego de palabras con la canción de blues "I Got Love If You Want It" de Slim Harpo. Existen también otras grabaciones de esos conciertos, tales como "Down the Road a Piece", "Little Red Rooster" y "The Last Time" las cuales formaron parte del setlist y han sido grabadas, pero aún no han aparecido oficialmente.
Got Live If You Want It! alcanzó el puesto número uno en las listas de EP británicos en junio de 1965, Richie Unterberger de AllMusic escribió en su crítica: «El EP es una grabación cruda, pero la energía de las primeras actuaciones del grupo quedan marcadas a través de este registro, particularmente en los covers de Hank Snow "I'm Moving On," y "I'm Alright"». A pesar de que nunca fue lanzado en los Estados Unidos, tres de las canciones aparecieron en los álbumes Out of Our Heads ("I'm Alright") y December's Children (And Everybody's) ("Route 66" y "I'm Moving On") ambos de 1965, los cuales solo fueron lanzados para Estados Unidos. Estuvo fuera de catálogo durante décadas, pero got LIVE if you want it! fue reeditado en CD en 2004 dentro del bos set Singles 1963–1965 a través de ABKCO Records.

## Lista de canciones
| Lado 1 |                                                                                |          |  |
| N.º    | Título                                                                         | Duración |  |
| 1.     | «We Want The Stones» (Nanker Phelge)                                           | 0:13     |  |
| 2.     | «Everybody Needs Somebody to Love» (Solomon Burke, Jerry Wexler, Bert Russell) | 0:36     |  |
| 3.     | «Pain in My Heart» (Naomi Neville)                                             | 2:03     |  |
| 4.     | «Route 66» (Bobby Troup)                                                       | 2:36     |  |

| Lado 2 |                                            |          |  |
| N.º    | Título                                     | Duración |  |
| 5.     | «I'm Movin' On» (Hank Snow)                | 2:13     |  |
| 6.     | «I'm Alright» (Mick Jagger/Keith Richards) | 2:22     |  |

## Créditos
The Rolling Stones
- Mick Jagger – Voz, percusión
- Keith Richards – Guitarra, coros
- Brian Jones – Guitarra, voz, armónica
- Charlie Watts – Batería, percusión
- Bill Wyman – Bajo, coros

## Posición en las listas de éxitos
| Año  | Listas      | Posición |
| ---- | ----------- | -------- |
| 1965 | UK EP Chart | 1        |